# Leptynoma kirkspriggsi
Leptynoma kirkspriggsi är en tvåvingeart som beskrevs av Elisabeth K. Stuckenberg 1998. Leptynoma kirkspriggsi ingår i släktet Leptynoma och familjen Vermileonidae.
Artens utbredningsområde är Namibia. Inga underarter finns listade i Catalogue of Life.